# カルロス・ウゴ・デ・ボルボン＝パルマ
カルロス・ウゴ・デ・ボルボン＝パルマ・イ・ボルボン＝ブセ（スペイン語: Carlos Hugo de Borbón-Parma y Bourbon-Busset, 1930年4月8日 - 2010年8月18日）は、イタリアの旧諸侯パルマ公爵家の家長（1977年 - 2010年）、スペインのカルリスタ王位請求者（1975年 - 2010年）。イタリア語名はカルロ・ウーゴ・ディ・ボルボーネ＝パルマ（Carlo Ugo di Borbone-Parma）、カルリスタの王としてはカルロス・ウゴ1世（スペイン語: Carlos Hugo I）と呼ばれる。最後のパルマ公ロベルト1世の孫にあたる。王党派のカルリスタ党の領袖でありながら自主管理社会主義に基づく君主制の樹立を主張し、カルリスタ勢力の分裂を招いた。1979年にフアン・カルロス1世治下のスペインに帰化して政治活動から退いた。

## 生涯
ボルボーネ＝パルマ公子サヴェリオ（グザヴィエ/ハビエル）とその妻のマドレーヌ・ド・ブルボン＝ビュッセの間の長男（第2子）ユーグとして生まれた。母はブルボン公ピエール2世の弟リエージュ司教ルイの庶子に始まるブルボン＝ビュッセ家（Maison de Bourbon-Busset）の末裔である。
父は1936年にカルリスタ正統系の最後の当主サン・ハイメ公アルフォンソ・カルロスから後継者に指名され、1952年にカルリスタのスペイン王位請求者となることを宣言した。しかしスペイン総統フランシスコ・フランコは次期国王にスペイン王アルフォンソ13世の孫フアン・カルロス王子を選んでおり、この主張を無視した。1957年5月5日、ユーグは父サヴェリオから王位継承者に指名され、アストゥリアス公およびサン・ハイメ公に叙爵された。ユーグは1963年6月28日にパリのセーヌ控訴裁判所の認可によりシャルル・ユーグ（Charles Hugues）と改名し、これ以降はスペインでの政治活動でも「カルロス・ウゴ（Carlos Hugo）」として知られるようになった。1964年2月には、父によりマドリード公に叙爵された。
1963年、スペイン留学中だったオランダ女王ユリアナの次女イレーネ王女と知り合って婚約したが、この婚約はオランダにおいて憲政上の危機を引き起こした。オランダ王室は伝統的にプロテスタント信徒で、カトリック信徒が王子女の配偶者になることは忌避されており、2人の婚約はその暗黙の前提を破るものだった。またオランダ政府が王位継承権者の配偶者としてカルロス・ウゴを承認することは、スペインのカルリスタ党に支持を与えたと捉えられる危険性があった。このためオランダ政府はイレーネ王女の結婚に法的認可を与えず、イレーネ王女は王位継承権を剥奪された。
2人の結婚式は1964年4月29日、ローマのサンタ・マリア・マッジョーレ大聖堂内ボルゲーゼ礼拝堂において執り行われた。婚礼の主宰者は前オランダ駐在教皇特使のパオロ・ジョッベ枢機卿だった。オランダ王室の成員は1人も出席せず、イレーネの両親は娘の結婚式をテレビで見た。夫妻は挙式後に揃って教皇パウロ6世に謁見し、カナリア諸島での新婚旅行ののちにマドリードに居を構えた。夫妻は間に4人の子女を儲けた後、1981年5月28日に離婚した。
1965年以降、カルロス・ウゴはフランコ総統に接近しようと努める一方で、左翼のチトー主義の信奉者となり、自主管理社会主義・連邦主義のスペインへの導入を唱えてスペイン共産党のサンティアゴ・カリーリョなどと連携してカルリスタ党もスペイン民主会議に加盟させた。母マドレーヌと弟シクスト・エンリケはカルロス・ウゴの政治方針に反発し、カルリスタ党保守派の支持を受けて、カルロス・ウゴから離反した。1968年末、フアン・カルロスの正式な王位継承者指名を目前に控えたスペイン政府によって、その対抗馬の1人であるカルロス・ウゴは一時的にスペインから追放されている。
1975年4月、父から正式にカルリスタ王位請求者の地位を譲られた。カルリスタ党は伝統主義者の党派として続いてきたが、フランコ時代を経ていくつもの派閥に分裂しており、その活動はもはや国民の大きな関心を引き付けることは出来なくなっていた。1976年5月には、カルロス・ウゴを支持するカルリスタ党の年次大会の最中に、2人の党員がイタリア人ネオファシストのステファーノ・デッレ・キアーイエらによって射殺される事件が起きた。このモンテフラ事件の背後にはスペイン政府情報部やグアルディア・シビル内のフランコ信奉者グループがいた。
1977年の総選挙では、カルリスタ党はフィデル・カラソ・エルナンデスをレオン県選出の上院議員に選出させるのに貢献したが、カラソは無所属議員として活動し、カルリスタ党を顧みなかった。同党は1979年の総選挙では国民連合（UN）に合流したが、この政党から国会議員に当選したのはフランコ支持者のブラス・ピニャールのみだった。カルリスタ党は完全に議会勢力から外れ、2つの市議会議員席を得るに留まった。こうした状況の中で、カルロス・ウゴは1979年にカルリスタ党の政治活動を断念し、フアン・カルロス1世の特旨によってスペイン国籍を与えられた。そして翌1980年、自身が政党として組織したカルリスタ党からの脱退を宣言した。彼の支持者たちは後に統一左翼連合の結成に参加した。
2002年、スペイン国立歴史公文書館にパルマ公爵家所有の歴史文書を寄贈したが、弟のシクスト・エンリケはこれに反対する声明を出した。2003年9月23日、カルロス・ウゴは南仏のアルボンヌ（ピレネー＝アトランティック県バイヨンヌ郡）において、カルリスタの王位への復帰を宣言した。その際、自らはモンテモリン伯爵を名乗り、自身の4人の子供たちにも叙爵を行った。
2010年、前立腺癌のために80歳で死去した。遺骸はバルセロナから元妻と子供たちの暮らすオランダのデン・ハーグに送られ、ノールダインデ宮殿敷地内の聖堂で遺族やオランダ王室の親類たちと対面した。その後、遺骸はイタリアのパルマに移され、歴代のパルマ公が眠るサンタ・マリア・デッラ・ステッカータ教会の霊廟に安置された
。

## 子女
イレーネとの間に2男2女を儲けた。
- カルロス・ハビエル・ベルナルド・シクスト・マリア（1970年 - ） - パルマ公爵家家長、カルリスタ王位請求者
- マルガリータ・マリア・ベアトリス（英語版）（1972年 - ） - コロルノ伯爵夫人（女伯）
- ハイメ・ベルナルド（英語版）（1972年 - ） - マルガリータの双子の弟、バルディ伯、サン・ハイメ公
- マリア・カロリーナ・クリスティーナ（英語版）（1974年 - ） - サーラ侯爵夫人（女侯爵）、ゲルニカ公爵夫人（女公爵）